# Station Krzeniów
Station Krzeniów is een spoorwegstation in de Poolse plaats Krzeniów.